# Salix characta
Salix characta är en videväxtart som beskrevs av Camillo Karl Schneider. Salix characta ingår i släktet viden, och familjen videväxter. Inga underarter finns listade i Catalogue of Life.